# Erythromma lindenii
Erythromma lindenii är en trollsländeart. Erythromma lindenii ingår i släktet Erythromma och familjen dammflicksländor. IUCN kategoriserar arten globalt som livskraftig.

## Underarter
Arten delas in i följande underarter:
- E. l. lindenii
- E. l. zernyi
- E. l. lacustre

## Bildgalleri

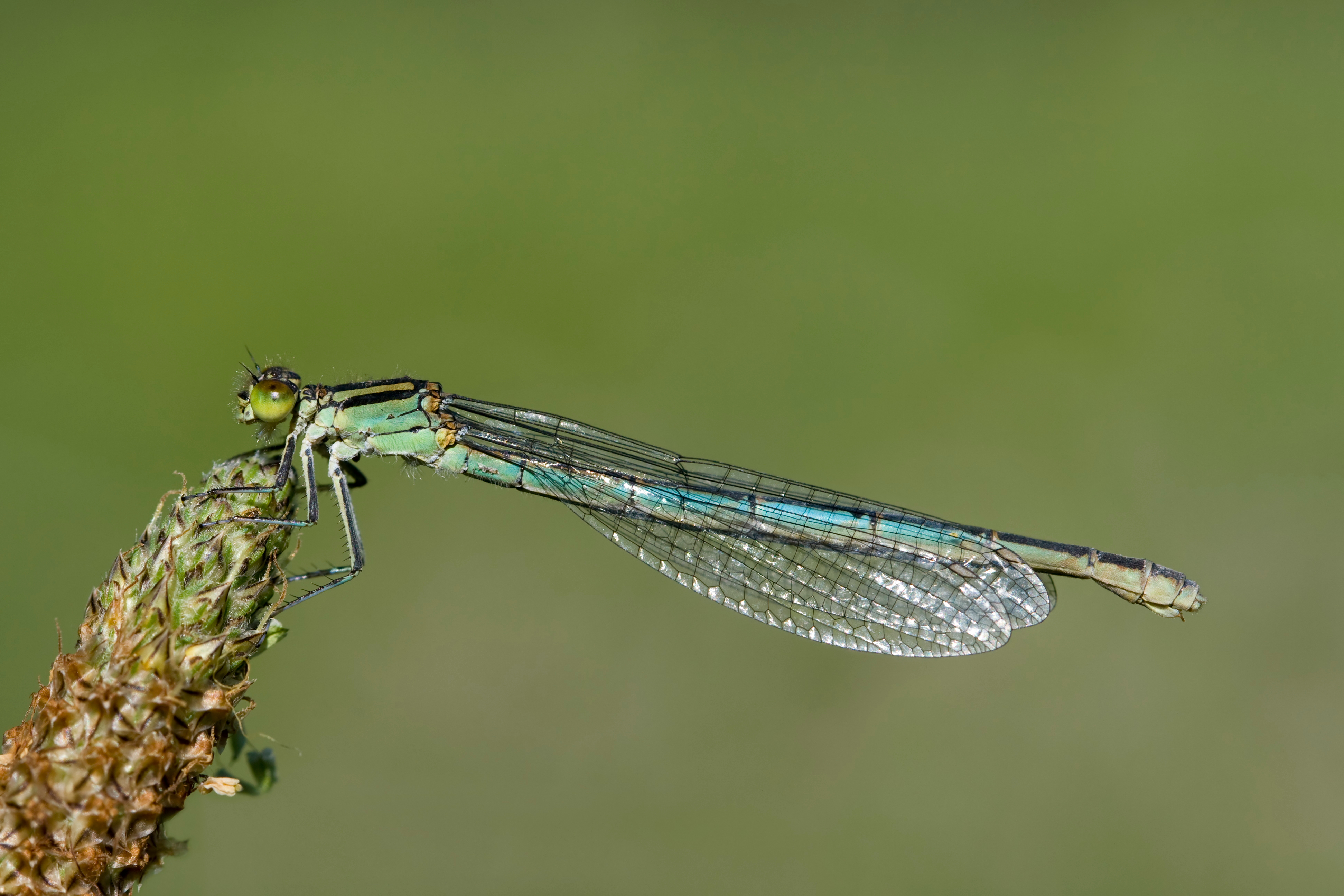
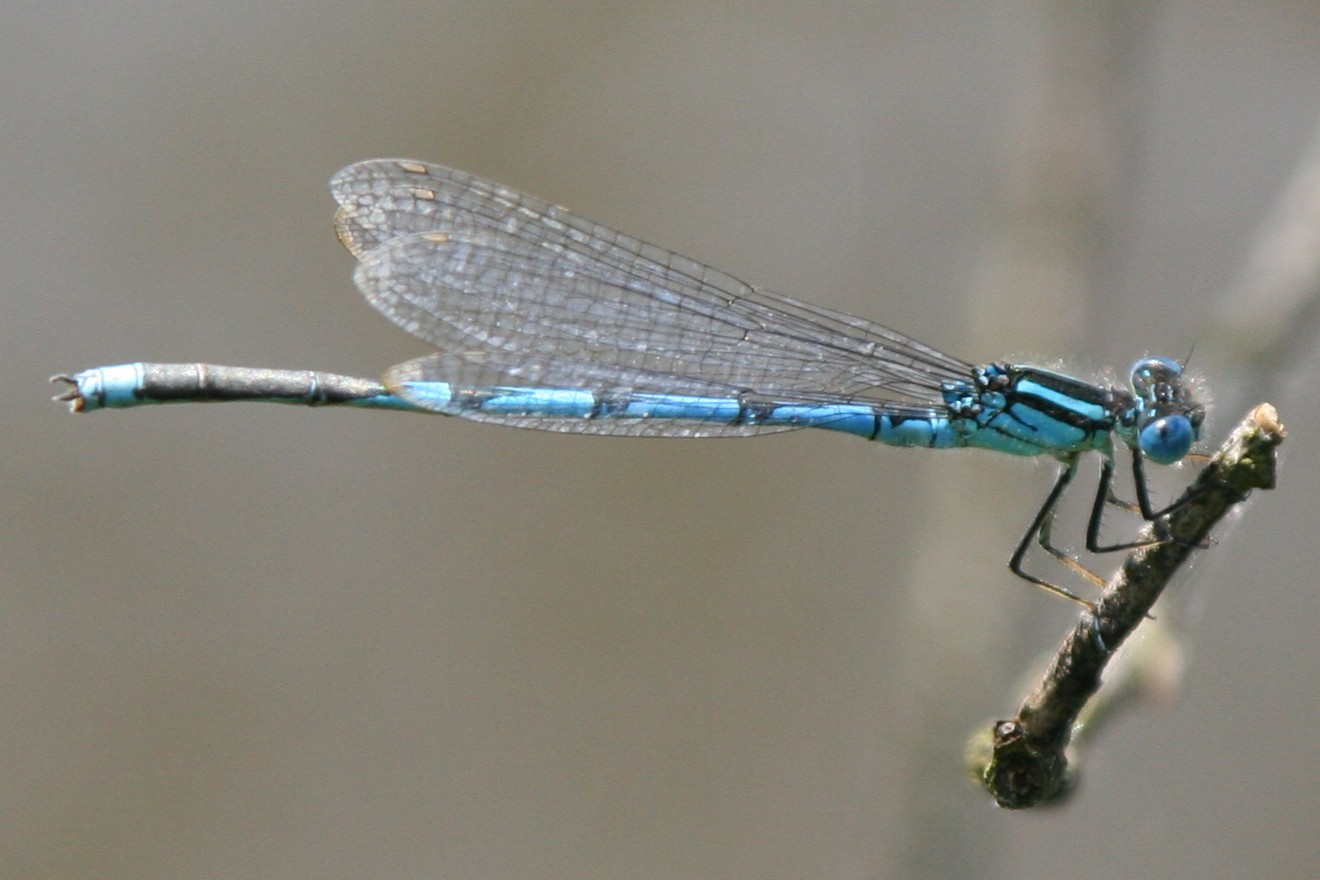
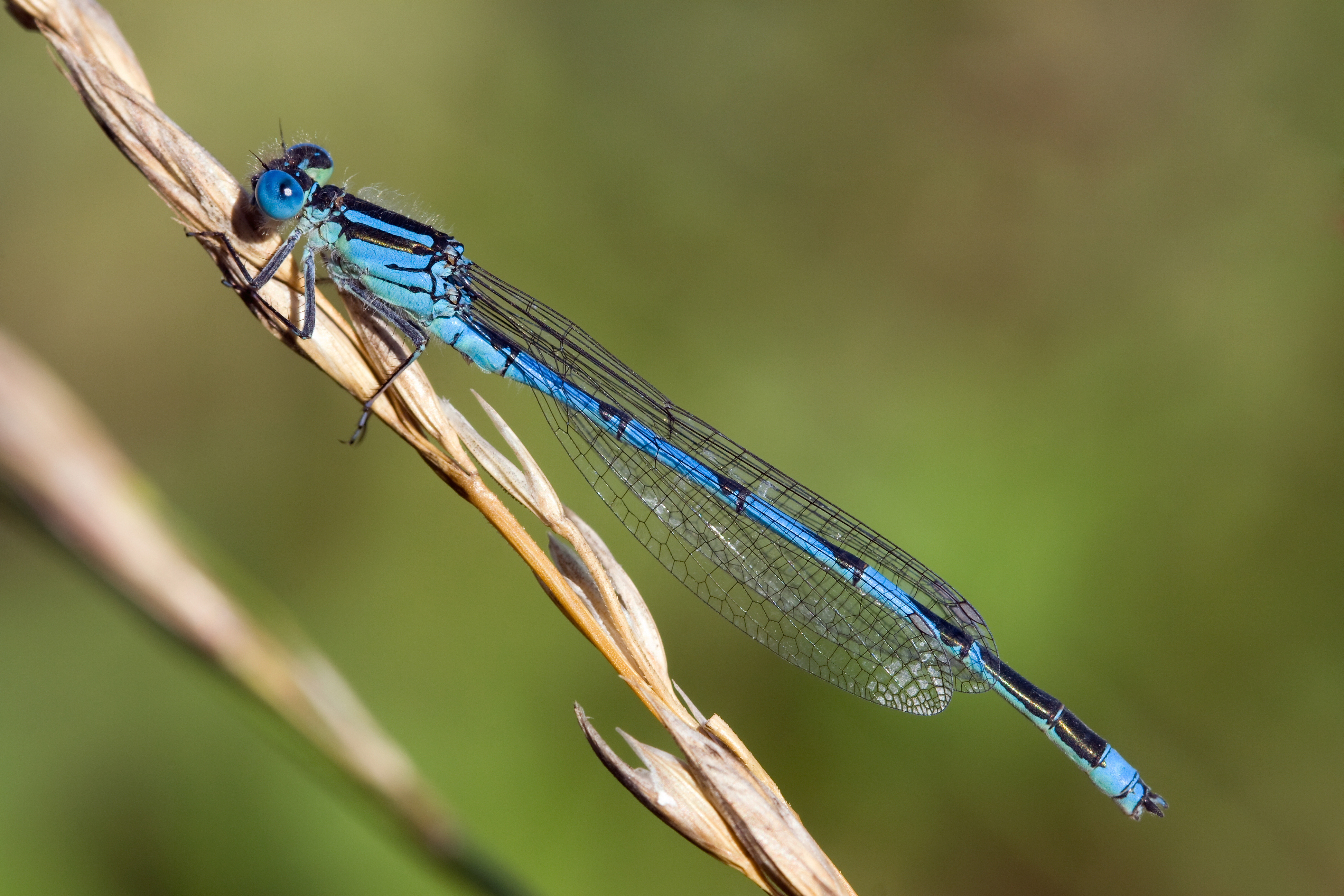
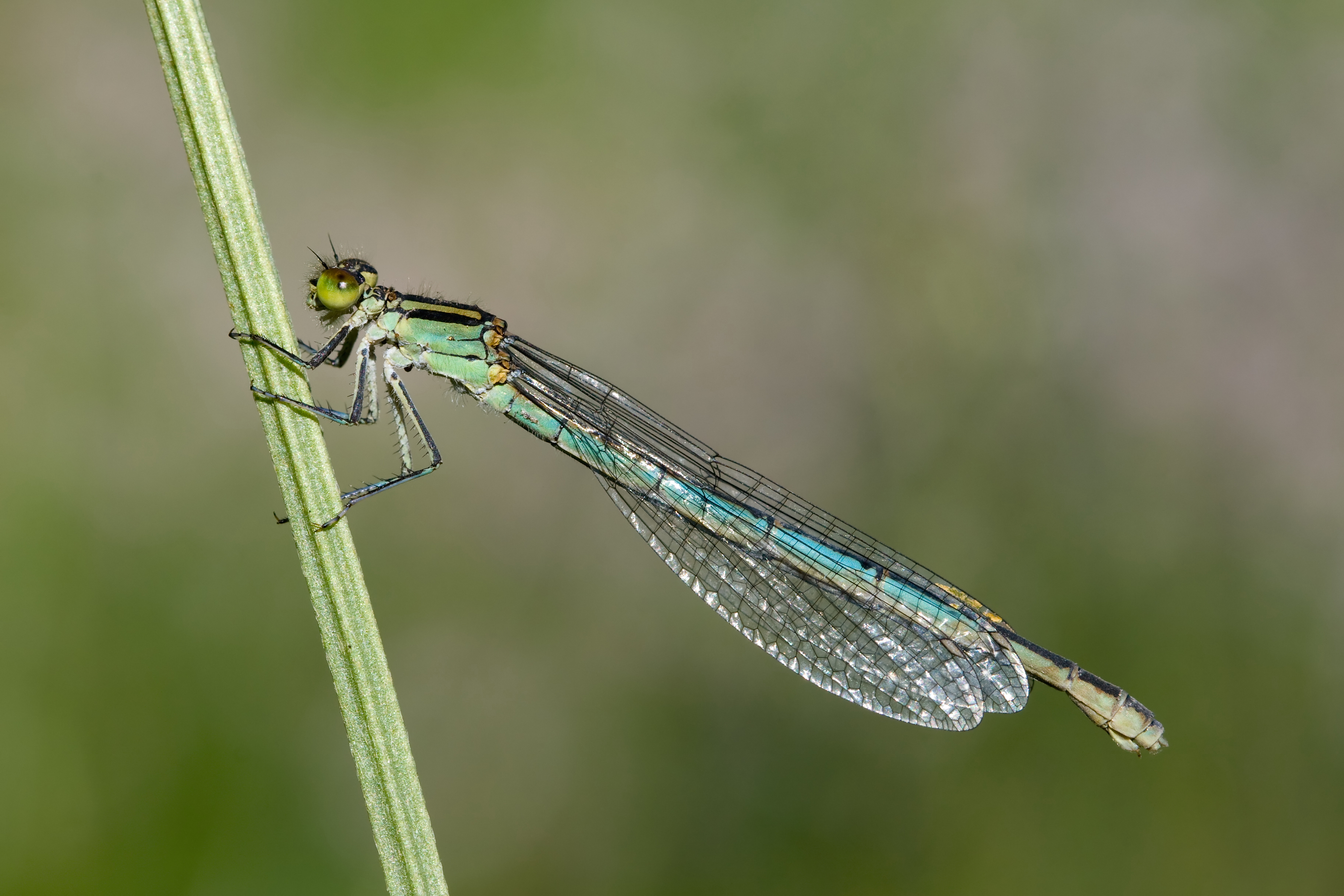
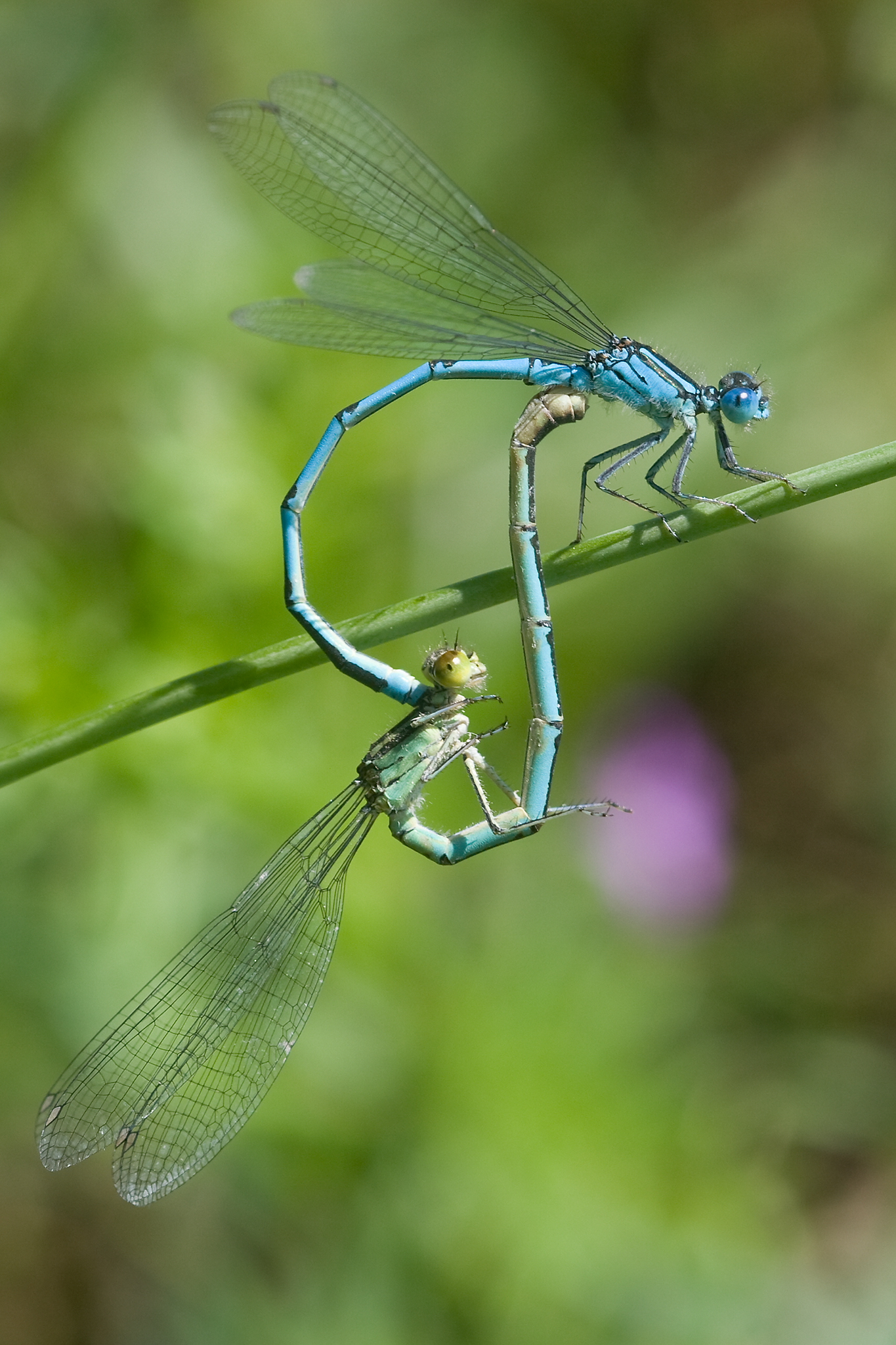
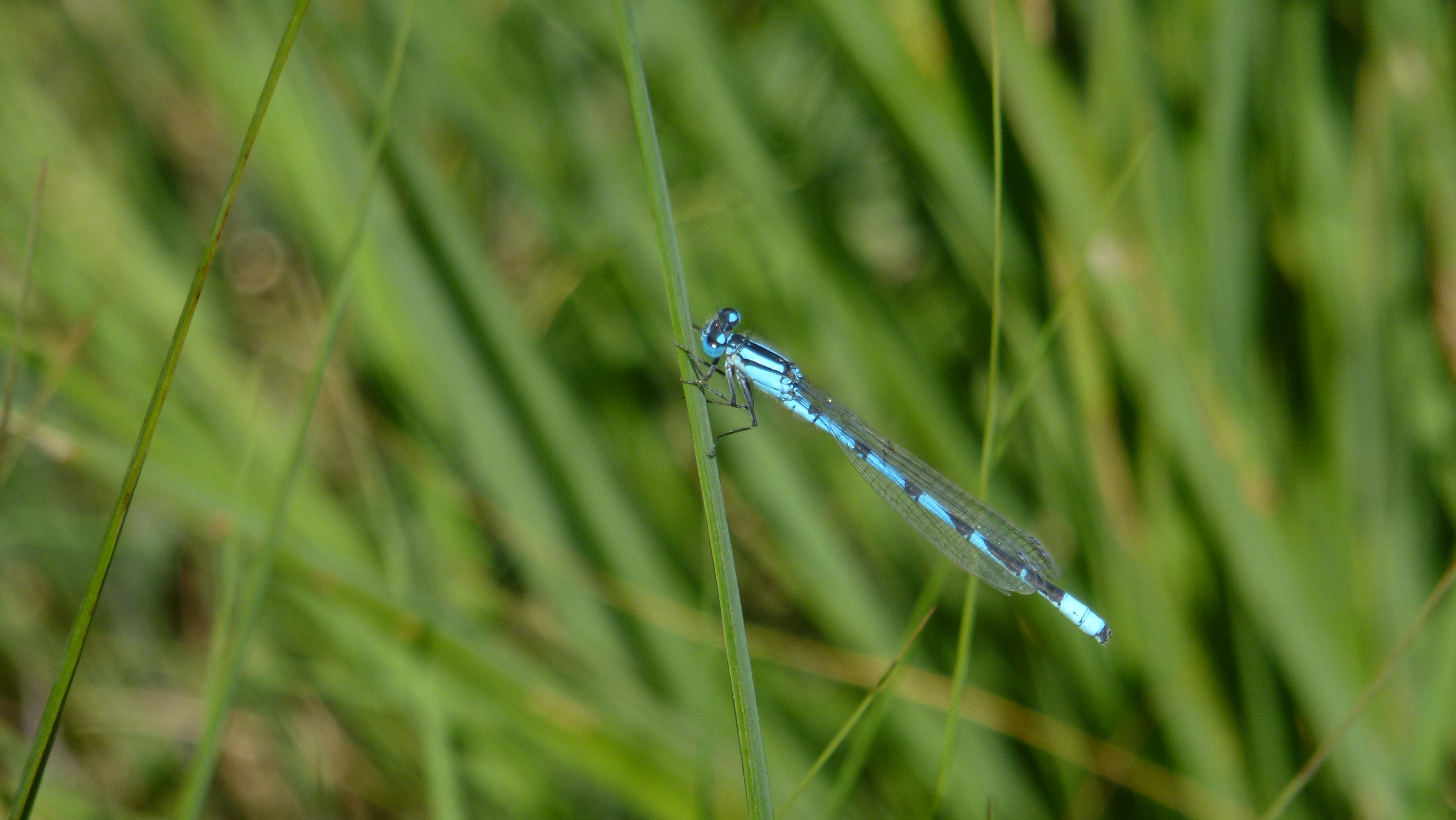